# أماندا أندرادوتير
أماندا جاكوبسن أندرادوتير (من مواليد 18 ديسمبر 2003) هي لاعب كرة قدم آيسلندي يلعب كلاعب خط وسط لكريستيانستاد والمنتخب الأيسلندي.